# Dream Street (Janet Jackson)
Dream Street è il secondo album di inediti della cantante statunitense Janet Jackson, pubblicato nel 1984 dalla A&M Records.

## Descrizione
Nonostante l'esito non incoraggiante del suo primo lavoro, la Jackson, guidata ancora una volta dal padre e manager Joseph, realizzò un secondo album per la A&M. Questa volta il padre decise di ingaggiare la vecchia coppia d'oro degli anni della disco music: Giorgio Moroder e Pete Bellotte. A causa dello stretto controllo di Joe e dei suoi collaboratori, Moroder si trovò però costretto a modificare, ripulire e sintetizzare tutto il lavoro compiuto, non riuscendo di fatto a dare all'album delle sonorità originali e ben delineate. Il pezzo Don't Stand Another Chance venne invece prodotto dal fratello di Janet, Marlon Jackson, e conteneva nei cori le voci degli altri fratelli Jackie, Tito e Michael, la seconda collaborazione con Michael se si contano i cori di Janet in P.Y.T. (Pretty Young Thing) dell'album Thriller. In Two to the Power of Love la Jackson duettava col cantante britannico Cliff Richards.

## Accoglienza
| Recensione    | Giudizio |
| ------------- | -------- |
| AllMusic      |          |
| Rolling Stone |          |

I giudizi su questo lavoro furono contrastanti nel corso degli anni: il critico Ed Hogan di AllMusic definì le canzoni Hold Back the Tears e If It Takes All Night «primi esempi di piacevole pop anni Ottanta». Ken Tucker di The Philadelphia Inquirer dichiarò che «la sorella più giovane dei Jacksons ha realizzato un album più divertente di quello dei suoi fratelli, Victory. La maggior parte dei brani di Dream Street hanno un pop lucente e brillante, e il duetto di Janet con la popstar inglese Cliff Richard, Two to the Power of Love, è orecchiabile, anche se totalmente dimenticabile. Per la maggior parte del tempo, Janet predilige i ritmi disco discontinui che sono facili da ascoltare». Rolling Stone defini l'album e il suo predecessore (Janet Jackson del 1982), come «insipida musica dance pronta all'uso».

## Tracce
1. Don't Stand Another Chance – 4:18 (John Barnes, Janet Jackson, Marlon Jackson)
2. Two to the Power of Love (feat. Cliff Richard) – 3:08 (Peter Beckett, Steven A. Kipner)
3. Pretty Boy – 6:37 (Jesse Johnson)
4. Dream Street – 3:57 (Arthur Barrow, Pete Bellotte, John Philip Shenale)
5. Communication – 3:16 (Paul Bliss)
6. Fast Girls – 3:20 (Jesse Johnson)
7. Hold Back the Tears – 3:15 (Chris Eaton)
8. All My Love to You – 5:46 (Marlon Jackson, Anthony Patler)
9. If It Takes All Night – 4:08 (David A. Bryant, Jay Gruska)

## Andamento commerciale
La cantante fu probabilmente messa di nuovo in ombra dai fratelli: se per il precedente disco la causa dell'insuccesso era stato il successo di Thriller di Michael, questa volta la responsabilità si poteva attribuire ai Jacksons al completo con l'album Victory, che ebbe un impatto mediatico molto maggiore rispetto a quello della sorella. Per porre rimedio a questo problema, a partire dal disco seguente la cantante e i suoi produttori sceglieranno di pubblicare nei periodi 'di calma' del fratello Michael: Control, per esempio, uscirà nel 1986 e la sua promozione terminerà alla fine del 1987, cioè nell'intervallo tra Thriller e Bad di Michael; Rhythm Nation 1814 uscirà nel 1989 tra la fine della promozione dell'album Bad e l'uscita di Dangerous (1991) e così via. Dei quattro singoli estratti solamente il primo, Don't Stand Another Chance, ebbe un discreto riscontro di pubblico, nell'estate del 1984, raggiungendo la posizione numero nove della classifica statunitense rhythm and blues/hip hop di Billboard, grazie anche alla presenza nei cori del fratello Michael, che in quel periodo era al picco della sua fama.

## Classifiche
| Classifica (1984)       | Posizione massima |
| ----------------------- | ----------------- |
| Billboard (Stati Uniti) | 147               |